# Blind Before I Stop
Blind Before I Stop è un album in studio del musicista hard rock statunitense Meat Loaf, pubblicato nel 1986.

## Tracce
1. Execution Day – 6:30
2. Rock 'n' Roll Mercenaries (con John Parr) – 5:00
3. Getting Away with Murder – 3:49
4. One More Kiss (Night of the Soft Parade) – 5:40
5. Blind Before I Stop – 3:39
6. Burning Down – 5:10
7. Standing on the Outside – 3:57
8. Masculine – 4:23
9. Man and a Woman (con Amy Goff) – 4:11
10. Special Girl – 3:54
11. Rock 'n' Roll Hero – 4:30